# Campoplex faunus
Campoplex faunus är en stekelart som beskrevs av Johann Ludwig Christian Gravenhorst 1829. Campoplex faunus ingår i släktet Campoplex och familjen brokparasitsteklar. Arten är reproducerande i Sverige. Inga underarter finns listade.